# Oppenheimer (film)
Oppenheimer este un film britanico-american din anul 2023 scris, produs și regizat de Christopher Nolan.
Este un film biografic și o adaptare a cărții American Prometheus: The Triumph and Tragedy of J. Robert Oppenheimer (2005) de Kai Bird și Martin J. Sherwin despre Robert Oppenheimer, cel care a fost supranumit „părintele bombei atomice”.

## Sinopsis
Filmul se concentrează pe cariera lui J. Robert Oppenheimer, un om de știință american, numit director științific al Proiectului Manhattan, un program menit să ofere Statelor Unite stăpânirea armelor atomice în timpul celui de-Al Doilea Război Mondial.

## Distribuția
- Cillian Murphy în rolul J. Robert Oppenheimer[14]
- Emily Blunt în rolul Katherine "Kitty" Oppenheimer[15]
- Matt Damon în rolul Leslie Groves[16]
- Robert Downey Jr. în rolul Lewis Strauss[16]
- Florence Pugh în rolul Jean Tatlock[17]
- Josh Hartnett în rolul Ernest Lawrence[18][19]
- Casey Affleck în rolul Boris Pash[20]
- Rami Malek în rolul David L. Hill[17]
- Kenneth Branagh în rolul Niels Bohr[21]
- Benny Safdie în rolul Edward Teller[17]
- Jason Clarke în rolul Roger Robb[22]
- Dylan Arnold în rolul Frank Oppenheimer[23]
- Tom Conti în rolul Albert Einstein[24]
- James D'Arcy în rolul Patrick Blackett[25]
- David Dastmalchian în rolul William L. Borden[26]
- Dane DeHaan în rolul Kenneth Nichols[27]
- Alden Ehrenreich în rolul asistentului lui Lewis Strauss[28][29]
- Tony Goldwyn în rolul Gordon Gray[30]
- Jefferson Hall în rolul Haakon Chevalier[31][32]
- David Krumholtz în rolul Isidor Isaac Rabi[28]
- Matthew Modine în rolul Vannevar Bush[33]
- Gustaf Skarsgård în rolul Hans Bethe[34]
- Michael Angarano în rolul Robert Serber[18]
- Jack Quaid în rolul Richard Feynman[35]
- Josh Peck în rolul Kenneth Bainbridge[36]
- Olivia Thirlby în rolul Lilli Hornig[37]
- Danny Deferrari în rolul Enrico Fermi[38]
- Devon Bostick în rolul Seth Neddermeyer[39]
- Alex Wolff în rolul Luis Walter Alvarez[40]
- Scott Grimes în rolul Consilierul[41]
- Josh Zuckerman în rolul Giovanni Rossi Lomanitz[42]
- Matthias Schweighöfer în rolul Werner Heisenberg[43][44]
- Christopher Denham în rolul Klaus Fuchs[41]
- David Rysdahl în rolul Donald Hornig[45]
- Guy Burnet în rolul George Eltenton[38]
- Louise Lombard în rolul Ruth Tolman[46]
- Harrison Gilbertson în rolul Philip Morrison[47]
- Emma Dumont în rolul Jackie Oppenheimer[47]
- Trond Fausa Aurvåg în rolul George Kistiakowsky[48]
- Olli Haaskivi în rolul Edward Condon[23]
- Gary Oldman în rolul Harry S. Truman[49]
- John Gowans în rolul Ward Evans
- Kurt Koehler în rolul Thomas A. Morgan[50][51]
- Macon Blair în rolul Lloyd K. Garrison[52]
- Harry Groener în rolul Gale W. McGee[52]
- Jack Cutmore-Scott în rolul Lyall Johnson[52]
- James Remar în rolul Henry Stimson[52]
- Gregory Jbara în rolul Warren Magnuson[52]
- Tim DeKay în rolul John Pastore[52]
- James Urbaniak în rolul Kurt Gödel[52]
- Michael A. Baker în rolul Joe Volpe

## Turnajul
Filmările au început cu Hoyte van Hoytema ca director de fotografie. Gary Oldman a spus că va fi pe platourile de filmare pentru o zi în mai pentru „o scenă, o pagină și jumătate”.
Filmările încep la sfârșit de februarie 2022 și se termină la 22 mai 2022 în Statele Unite, inclusiv New Mexico, California și New Jersey.
Este filmat în IMAX de 65 mm și ecran lat de 65 mm pe film. Oppenheimer este primul film cu secvențe filmate în alb-negru IMAX.
O primă fotografie alb-negru a lui Cillian Murphy este publicată imediat ce încep filmările. Amintește de coperta cărții American Prometheus: The Triumph and Tragedy of J. Robert Oppenheimer de Kai Bird și Martin J. Sherwin pe care se bazează filmul.
Filmările au implicat utilizarea de explozibili reali pentru a recrea testul nuclear Trinity, renunțând la utilizarea imaginilor generate de computer. În timp ce folosea miniaturi pentru un efect practic, supervizorul de efecte speciale al filmului, Scott R. Fisher, le-a numit „naturi mari”, deoarece echipa a încercat să facă modelele cât mai mari posibil. Un întreg oraș în stilul anilor 1940 a fost și el construit de la zero. Pentru că Nolan a vrut să facă filmul cât mai subiectiv posibil, spunând totul din punctul de vedere al lui Oppenheimer, au trebuit să găsească o modalitate de a-și vizualiza ideile și gândurile despre modul în care își imagina lumea cuantică și undele de energie.
Christopher Nolan explică cum el și Hoyte Van Hoytema au venit cu imaginea pentru Oppenheimer:
„Stilul de filmare pe care Hoyte și cu mine l-am adoptat pentru acest film trebuia să fie foarte simplu, dar foarte puternic. Nicio barieră între universul filmului și public, nicio stilizare evidentă în afară de secvențele alb-negru. Dar mai ales cu secvențele de culori ne-am dorit o fotografie foarte simplă, cât mai naturală, care să dezvăluie o mulțime de texturi. Fie că este vorba de costume, decoruri sau locații, cauți complexitate și detalii din lumea reală.”